# Метеж
Метежът (на праславянски: мѧтєжь – смут, безредие) е групово (често въоръжено) надигане, бунт на хора от организация срещу властта, на която са били верни, които се стремят да я променят и дори да свалят ръководството.
Терминът най-често се използва за обозначаване на вътрешноорганизационни действия (стихийни или тайно подготвени) във въоръжени сили, екипажи на кораби, затвори и подобни организации със строга дисциплина. Представлява действие или поредица от действия, които често включват въоръжена съпротива, срещу ръководството на своята оргавизация. Поради значението им повече са известни метежи срещу висшестояща военна, регионална и държавна власт.
Метежът обикновено започва като открито неподчинение и противопоставяне на каквато и форма на упражнявана власт. Ако тези действия продължават и се усилват, може да се стигне до въстание, революция, гражданска война.